# Differentiërend taxon
Een differentiërend taxon is een taxon dat in een of meerdere syntaxa in een bepaald gebied veel algemener voorkomt dan in een selectie andere plantengemeenschappen in een bepaald gebied. Bij differentiërende taxa voor een bepaalde plantengemeenschap, moet dus steeds vermeld worden ten opzichte van welke andere gemeenschappen het taxon differentiërend is. Meestal heeft een differentiërend taxon de taxonomische rang van een soort; in dit geval spreekt men van een differentiërende soort. Veel minder vaak hebben differentiërende taxa een andere taxonomische rang dan het soortniveau; meestal gaat het dan om een ondersoort of een genus.
Algemener kan betekenen dat het taxon opvallend vaker voorkomt in een bepaalde gemeenschap (presentie) en zelden of nooit in een andere (trouw) of steeds in grotere aantallen aanwezig is (abundantie).
Differentiërende taxa kunnen op elk syntaxonomisch niveau onderscheiden worden. In vegetatieopnamen worden differentiërende taxa onderscheiden door voor de soortnaam een letter 'd' te plaatsen, gevolgd door de eerste letter van het syntaxonomische niveau:
- dK = differentiërend taxon voor de klasse
- dO = differentiërend taxon voor de orde
- dV = differentiërend taxon voor de verbond
- dA = differentiërend taxon voor de associatie
- dS = differentiërend taxon voor de subassociatie

Een voorbeeld van een differentiërend taxon op het niveau associatie is het fijn schapengras, dat binnen het verbond van struikhei en kruipbrem differentiërend is voor de associatie van struikhei en stekelbrem ten opzichte van de associatie van struikhei en bosbes. Dit betekent dat bij twijfel aan de juiste naam voor een droge heide, de aanwezigheid van fijn schapengras de doorslag kan geven. Fijn schapengras is echter geen kensoort voor de struikhei-stekelbremassociatie, want het komt eveneens voor op een aantal droge graslanden.